# Pippo Lorusso
Pippo Lorusso (Kirchheim unter Teck, 5 gennaio 1974) è un attore, conduttore radiofonico e televisivo italiano.

## Biografia
Cresciuto a Novara, si forma artisticamente a Milano dove inizia a lavorare nel mondo delle pubblicità e a teatro, debuttando al Teatro CRT nello spettacolo Le reve diretto dal regista Alessandro Genovesi. Protagonista di numerosi spettacoli spazia dal teatro impegnato con Dario Fo al comico con Antonio Giuliani sino ai musical del Teatro Sistina. Dopo partecipazioni a vari programmi e telefilm come Vivere e Il Supermercato su canale 5, il suo percorso artistico in tv è quasi sempre al fianco di Maccio Capatonda in Mai dire martedì su Italia uno dove è il protagonista delle Edizioni del Bradipo, nelle serie Drammi Medicali 3 e 12 per Fox e in Mario, la serie cult di MTV dove interpreta personaggi cult come il giornalista Salvo Errori e il Commendatore dei Caroselli. La serie vince gli MTV Award come miglior programma dell'anno. 
Negli anni successivi è presente in tanti trailer esilaranti e virali tra i quali Abbagli, Ah già, La villa di lato, La principessa barbona e Rapino il duce. Nel 2014 interpreta Armando, il barbone nel film Italiano medio, diretto da Maccio Capatonda. Nel 2015 gira il film Loro chi? (candidato ai David di Donatello) interpretando Gerardo "Kurosawa", il figlio del boss, con Marco Giallini e Edoardo Leo diretto da Fabio Bonifacci e Francesco Miccichè.
Nel 2016 recita nel film di Alessandro Siani Mister Felicità interpretando il violinista e in Omicidio all'italiana, il secondo film di Maccio Capatonda, dove interpreta il giornalista Salvo Errori. Nel 2017 è nel cast dell'ultimo film di Carlo Vanzina Caccia al tesoro nel ruolo del vigilantes. Nel 2018 interpreta lo speaker radiofonico nel cortometraggio diretto da Toni D'angelo "Nessuno è innocente" con Salvatore Esposito in concorso al Festival del Cinema di Venezia e finalista ai Nastri d’Argento. Nel 2019 è Leonardo da Vinci nel film Una notte al castello Sforzesco diretto da Riccardo Boccuzzi. Nel 2022 prende parte alla serie di Amazon Bang Bang Baby diretto da Michele Alhaique. È il co-protagonista della mini-serie cult Maccioverse diretta da Maccio Capatonda nel ruolo dell'amico "Pippo". Sempre nel 2022, prende parte alla serie di Rai Uno Il paradiso delle signore nei panni del maestro di danza Rodolfo Collini ed è presente nel film di Gianni Zanasi War - La guerra desiderata presentato al Festival del Cinema di Roma, prestando la sua voce come speaker radiofonico. Nel 2023 interpreta un papà nel film di Maccio Capatonda Il migliore dei mondi e nel 2024 è Michele Sodano nel film di Gianluca Ansanelli Come far litigare mamma e papà con Carolina Crescentini e Giampaolo Morelli. Nell'estate 2024 è il testimonial della campagna social "Ossobello" sulle spiagge di Monge contro l'abbandono degli animali. 
Parallelamente al teatro, al cinema e alla tv, conduce i più grandi eventi live come il TIM Tour con radio deejay , il tour di X Factor con Rai radio 2, il Moto GP Live, il Raffo Fest, il Terzo Tempo Peroni del 6 Nazioni di rugby con m2o, il  Grand Depart del Tour de France 2024 a Firenze, il KICKIT e altre trasmissioni radiofoniche e televisive. Su Sky presenta Jimmy Factory ed è protagonista con Valerio Aprea della sit-com 'Holly&Wood diretto da Herbert Simone Paragnani. Nel 2015 su La3 conduce e interpreta il programma Tutorial Buster con Peppe Quintale. Dal 2010 al 2019 su m2o al mattino conduce i programmi A qualcuno piace presto (AQPP) (Premio Microfono d'oro come "miglior morning show") e A qualcuno piace happy con Dj Osso. In Rai conduce "Tomorrowland 2019" su Rai 4 con Ema Stokholma e nello stesso anno cambia radio nazionale passando a Rai Radio 2 dove conduce il programma Tutti Nudi (Premio Microfono d'oro 2021) con Antonio Mezzancella ed Elena Di Cioccio .

## Filmografia

### Cinema
- Italiano medio, regia di Maccio Capatonda (2015)
- Loro chi?, regia di Francesco Miccichè e Fabio Bonifacci (2015)
- Mister Felicità, regia di Alessandro Siani (2017)
- Omicidio all'italiana, regia di Maccio Capatonda (2017)
- Caccia al tesoro, regia di Carlo Vanzina (2017)
- Nessuno è innocente regia di Toni D'Angelo - cortometraggio (2018)
- Il migliore dei mondi, regia di Maccio Capatonda (2023)
- Come far litigare mamma e papà, regia di Gianluca Ansanelli (2024)

### Televisione
- Vivere - soap opera (2001-2004)
- Il supermercato - serie TV (2005-2006)
- Mario - serie TV (2013-2014)
- Bang Bang Baby - serie TV, 1 episodio (2022)
- Maccioverse - serie TV (2022)
- Il paradiso delle signore - soap opera, 1 episodio (2022)

## Doppiaggio
- L'acchiappadenti, regia di Michael Lembeck (2010)
- Attacco a Mumbai - Una vera storia di coraggio, regia di Anthony Maras (2018)
- A spasso col panda, regia di Natalya Lopato (2019)
- Blu e Flippy, Regia di Mohammad Kheyrandish (2023)